# Арутюнян, Сурен Михайлович
Сурен Михайлович Арутюня́н (1920 — ?) — советский инженер-конструктор, лауреат Государственных премий СССР.

## Биография
После окончания ДПИ (1944) работал в Донецком государственном научно-исследовательском и проектно-конструкторском институте горного машиностроения.
Соавтор учебного пособия, выдержавшего два издания:
- Угольный комбайн «Донбасс-2к»: Руководство по эксплуатации, уходу и обслуживанию [Текст] : учебное пособие для учебно-курсовой сети Министерства / С. М. Арутюнян, И. Р. Винников ; М-во угольной промышленности СССР. — М. : Углетехиздат, 1957. — 212 с. : ил.
- Угольный комбайн «Донбасс-2к» [Текст] : научное издание / С. М. Арутюнян, И. Р. Винников. — 2-изд., перераб. . — М. : Госгортехиздат, 1961. — 272 с. : ил.

## Награды и премии
- Сталинская премия второй премии (1949) — за создание угольного комбайна
- Ленинская премия (1964) — за участие в создании и внедрении комбайнов для механизации выемки угля на крутых пластах Донбасса.